# Paddy Driver
Ernest Gould "Paddy" Driver, född 13 maj 1934 i Johannesburg, är en sydafrikansk racerförare.

## Racingkarriär
Driver var från början en roadracingförare av god klass. Han körde också en Lotus-BRM formel 1-bil och slutade sjua i en tävling utanför mästerskapet på Kyalami 1963. Han kvaddade sedan bilen under träningen inför Sydafrikas Grand Prix 1963 på East London Circuit två veckor senare. Driver klarade sig oskadd men någon start i debutloppet blev det inte.
Driver återvände till mc-sporten och han slutade trea i 500cc i roadracing-VM 1965. Han återvände sedan även till bilsporten och körde bland annat för Team Gunston i Sydafrikas Grand Prix 1974, där han dock tvingades bryta.

## F1-karriär
| Säsong | Stall/Tillverkare             | Poäng | Placering |
| ------ | ----------------------------- | ----- | --------- |
| 1963   | Selby Auto Spares (Lotus-BRM) | 0     | –         |
| 1974   | Team Gunston (Lotus-Ford)     | 0     | –         |